# Tozeuma serratum
Tozeuma serratum är en kräftdjursart som beskrevs av Alphonse Milne-Edwards 1881. Tozeuma serratum ingår i släktet Tozeuma och familjen Hippolytidae. Inga underarter finns listade i Catalogue of Life.